# アリゲイニー郡 (メリーランド州)
アリゲイニー郡（英: Allegany County）は、アメリカ合衆国メリーランド州の北西部に位置する郡である。2010年国勢調査での人口は75,087人であり、2000年の74,930人から0.2%増加した。郡庁所在地はカンバーランド市（人口20,859人）であり、同郡で人口最大の都市でもある。
「アリゲイニー」という名前は、土地のインディアン、レナペ族の言葉で「丘の間を流れる最良の川」あるいは「美しい水流」を意味する welhik haneあるいは oolikhanna から派生したものの可能性がある。アパラチア地域にある多くの郡が、様々な綴りではあるがアリゲイニーと名付けられている。

## 歴史
現在のアリゲイニー郡を含むメリーランド州の西部は、1696年に植民地が造られたときにプリンスジョージズ郡に含められていた。その中には現在の6郡が含まれており、分割による新郡の創設が繰り返された。1748年にはフレデリック郡、1776年にはフレデリック郡の中からモンゴメリー郡とワシントン郡が設立された。
アリゲイニー郡は1789年にワシントン郡から分離して設立された。当時は州内で最西端の郡だったが、1872年に郡西部からガレット郡が作られ、これが最西端になった。
郡内には多くのアメリカ合衆国国家歴史登録財がある。エミー賞を受賞した女優スザンヌ・ロジャーズはアリゲイニー郡で生まれた。NBCテレビのドラマ『デイズ・オブ・アワ・ライブス』のマギー・シモンズ・ホートンの役で知られている。
2025年5月13日、ジョージズ川の周辺で洪水が発生。ウェスタンポート小学校では2階まで浸水し。約150人の児童と50人の大人が取り残された。

## 郡政府
アリゲイニー郡は1974年から自治政府の形態を認められている。郡は選挙で選ばれる3人の委員で構成される郡政委員会が統治している。

## 地理
アリゲイニー郡は主にアパラチア山脈のリッジ・アンド・バレー地域にある。北はペンシルベニア州との州境であるメイソン＝ディクソン線が郡境である。南はポトマック川とウェストバージニア州、東はサイドリングヒル・クリークでワシントン郡に接し、西はガレット郡である。郡西部には急峻なアリゲイニー・フロントがあり、標高の高いアパラチア高原やアリゲイニー山脈への移行部である。アリゲイニー・フロントの西にあるフロストバーグの町は標高が2,100フィート (640 m) 近くあるのに対し、わずか8マイル (13 km) 離れているだけの郡庁所在地カンバーランド市の標高は627フィート (191 m) に過ぎない。
アメリカ合衆国国勢調査局に拠れば、郡域全面積は429.82平方マイル (1,113.2 km2)であり、このうち陸地425.42平方マイル (1,101.8 km2)、水域は4.40平方マイル (11.4 km2)で水域率は1.02%である。

### 交通
- アリゲイニー郡交通
- アムトラック
- 西メリーランド景観鉄道

### 主要高規格道路
| - 州間高速道路68号線 - アメリカ国道40号線 - アメリカ国道40号線代替路 - アメリカ国道40号線景観路 - アメリカ国道220号線 | - メリーランド州道35号線 - メリーランド州道36号線 - メリーランド州道47号線 - メリーランド州道49号線 - メリーランド州道51号線 - メリーランド州道53号線 - メリーランド州道55号線 | - メリーランド州道135号線 - メリーランド州道144号線 - メリーランド州道638号線 - メリーランド州道657号線 - メリーランド州道658号線 - メリーランド州道935号線 - メリーランド州道936号線 - メリーランド州道956号線 |

### 隣接する郡
- サマセット郡 (ペンシルベニア州) - 北西
- ベッドフォード郡 (ペンシルベニア州) - 北
- フルトン郡 (ペンシルベニア州) - 北東
- ワシントン郡 - 東
- モーガン郡 (ウェストバージニア州) - 南東
- ハンプシャー郡 (ウェストバージニア州) - 南
- ミネラル郡 (ウェストバージニア州) - 南西
- ガレット郡 - 西

### 国立保護地域
- チェサピーク・アンド・オハイオ運河国立歴史公園（部分）

## 山
下記の山が郡内にある。（　）内は標高（フィート、m）である。
| - ブレイクネックヒル（1,872、571） - コリアー山（1,460、445） - ダンス山（2,898、883） - エビッツ山（1,959-2,260、597-689） - マーティン山（1,974、602） | - ニコラス山（1,760、536） - ポーリッシュ山（1,783、543） - ラグド山（1,740、530） - タウンヒル（2,039、621） - ウォリアー山（2,185、666） | - ウィルズ山（1,960+、597） - ヘイスタック山（1,240+、378） - アイアンズ山 - パイニー山 - グリーンリッジ山 |

## 鉱物資源
郡内の主要な鉱物資源は、石炭、鉄、砂岩、石灰岩である。石炭層は郡西部のジョージズクリーク盆地に集中している。

## 人口動態
以下は2000年国勢調査による人口統計データである。（　）内は2010年データである。
| 基礎データ - 人口: 74,930人 - 世帯数: 29,322 世帯 - 家族数: 18,883 家族 - 人口密度: 68人/km2（176人/mi2） - 住居数: 32,984軒 - 住居密度: 30軒/km2（78軒/mi2） 人種別人口構成 - 白人: 93.02% (88.16%) - アフリカン・アメリカン: 5.35% (8.03%) - ネイティブ・アメリカン: 0.15% (0.14%) - アジア人: 0.52% (0.76%) - 太平洋諸島系: 0.03% (0.04%) - その他の人種: 0.19% (0.08%) - 混血: 0.75% (1.47%) - ヒスパニック・ラテン系: 0.76% (1.44%) 先祖による構成 - ドイツ系：29.0% - アメリカ人：16.7% - アイルランド系：12.8% - イギリス系：10.7% - イタリア系：5.3% 年齢別人口構成 - 18歳未満: 20.6% - 18-24歳: 11.2% - 25-44歳: 26.8% - 45-64歳: 23.5% - 65歳以上: 17.9% - 年齢の中央値: 39歳 - 性比（女性100人あたり男性の人口） - 総人口: 99.2 - 18歳以上: 96.9 | 世帯と家族（対世帯数） - 18歳未満の子供がいる: 26.5% - 結婚・同居している夫婦: 50.6% - 未婚・離婚・死別女性が世帯主: 10.3% - 非家族世帯: 35.6% - 単身世帯: 30.1% - 65歳以上の老人1人暮らし: 15.2% - 平均構成人数 - 世帯: 2.35人 - 家族: 2.90人 収入と家計 - 収入の中央値 - 世帯: 30,821米ドル - 家族: 39,886米ドル - 性別 - 男性: 31,316米ドル - 女性: 21,334米ドル - 人口1人あたり収入: 16,780米ドル - 貧困線以下 - 対人口: 14.8% - 対家族数: 9.7% - 18歳未満: 17.7% - 65歳以上: 9.5% |

## 都市と町

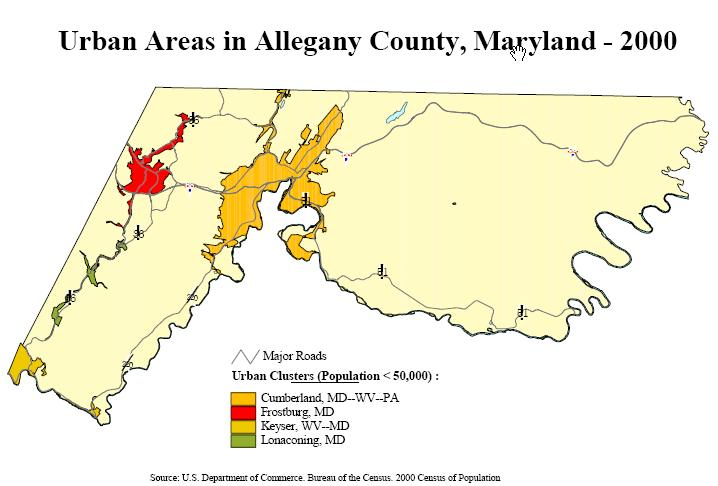
アリゲイニー郡図

郡内には7つの自治体がある。（　）内は法人化年である。

### 都市
- カンバーランド（1815年） - 郡庁所在地
- フロストバーグ（1839年）

### 町
- バートン（1900年）
- ロナコニング（1890年）
- ルーク（1922年）
- ミッドランド（1900年）
- ウェスタンポート（1858年）

### 未編入の町
法人化された地域の間を埋めているのは、メリーランド州議会で成立した法によって創設された擬似自治体の未法人化地域、特殊課税地区である自治権限は無く、その地区の権限を変える場合には州議会に請願しなければならない。郡内には下記8つの特殊課税地区があり、（　）内はその指定年である。
- ベルエア（1965年）
- ボーリンググリーンとロバーツプレース（1972年）
- クレサップタウン（1949年）
- エラーズリー（1963年）
- ラベイル衛生地区（1947年）
- マックール（1965年）
- マウントサベージ（1950年）
- ポトマックパーク・アディッション（1947年）

未編入領域も「町」と考えられるが、政府は無い。アメリカ合衆国国勢調査局、アメリカ合衆国郵便公社、地元商工会議所など様々な組織がその町を定義している。法人化はされていないので、その境界が定義されていない。アメリカ合衆国国勢調査局は以下の国勢調査指定地域を登録している。
| - バレルビル - ベルエア - ビール - ボーリンググリーン - ボーマンズ・アディッション - カーロス - クラリーズビル - コリガンビル - クレサップタウン - ダンビル - ドーソン - デットモールド - エッカートマインズ | - エラーズリー - フリントストーン - フランクリン - ギルモア - グラハムタウン - クロンダイク - ラベイル - リトルオーリンズ - マックール - ミドロシアン - モスコー - マウントサベージ | - ナショナル - ナイケップ - オーシャン - オールドタウン - プレザントグローブ - ポトマックパーク - ローリングス - シャフト - スプリングギャップ - ベイルサミット - ウッドランド - ジールマン |

その他の未編入領域として次の町がある。
- アムセル
- ボーデンシャフト
- ディケンズ
- エビッツクリーク
- ジョージズクリーク
- ロアタウン
- マッケンジー
- ナローズパーク
- ペキン
- ピントー
- タウンクリーク

## 州政府の機関
メリーランド州公衆安全矯正サービス省が運営するノースブランチ矯正施設が郡内カンバーランド市に近い未編入領域にある。この施設には男性死刑囚を収容しており、2010年6月にメリーランド州矯正適応センターから移されてきた。

## 教育
- フロストバーグ州立大学
- アリゲイニー・カレッジ・オブ・メリーランド

## 著名な出身者
- レフティ・グローブ（1900年-1975年）、メジャーリーグベースボール選手、ロナコニングで生まれ育った、フィラデルフィア・アスレチックスとボストン・レッドソックスで300勝をあげた投手、アメリカ野球殿堂入り.
- ウィリアム・H・メイシー（1950年- ）、俳優、エミー賞受賞者、アカデミー賞候補、映画『ファーゴ』のジェリー・ルンドガード役で知られる、アリゲイニー高校卒、母と兄弟が現在もカンバーランド市に住んでおり、しばしば訪れている
- サム・パラーゾ、ボルチモア・オリオールズ監督（2005年-2007年）
- レオ・マゾーニー、ボルチモア・オリオールズとアトランタ・ブレーブスの投手コーチ